# Zazà
Zazà is opera in vier bedrijven van Ruggero Leoncavallo op een libretto van de componist, gebaseerd op het gelijknamige toneelstuk uit 1899 van de Franse auteurs Pierre Berton en Charles Simon. De wereldpremière vond plaats op 10 november 1900 in het Teatro Lirico in Milaan. 

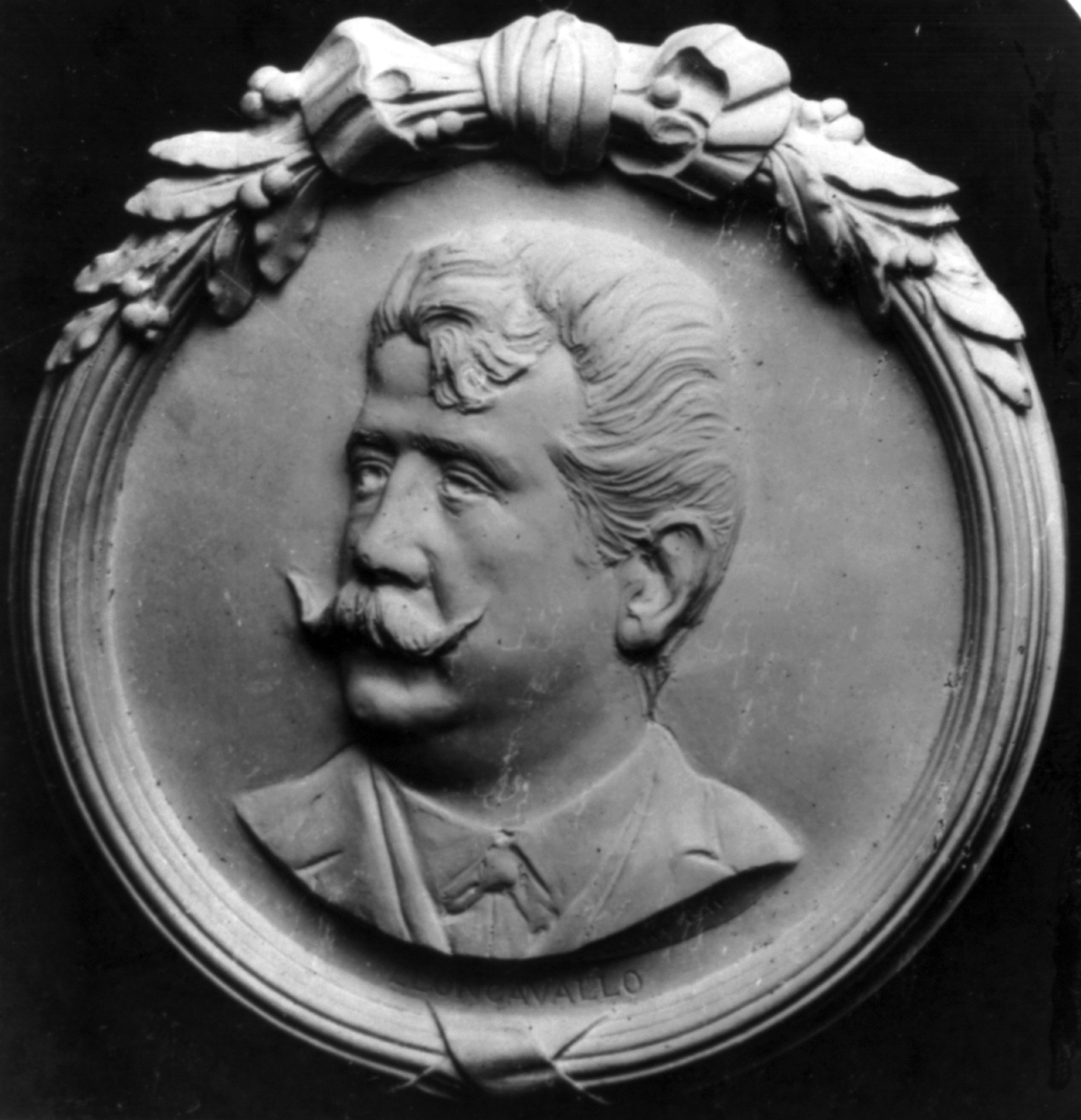
Medallion van Leoncavallo, buste, 1911

De eerste opvoering werd gedirigeerd door Arturo Toscanini en daarna begon een triomfantelijke serie opvoeringen over de hele wereld heen. De komende twintig jaar bellefde de opera meer dan vijftig nieuwe producties van Palermo tot Parijs, van Buenos Aires tot Moskou, en van Caïro tot San Francisco om op 16 januari 1920 te arriveren bij de Metropolitan Opera in New York, in een productie die geregisseerd werd door David Belasco en gedirigeerd door Roberto Moranzoni. La bohème en Zazà zijn opera's van Leoncavallo die bijna net zo veel succes hadden als I pagliacci.

## Rollen
| Rol                                                                       | Stemtype      | Op de première van 10 november 1900 (o.l.v. dirigent Arturo Toscanini) gespeeld door |
| ------------------------------------------------------------------------- | ------------- | ------------------------------------------------------------------------------------ |
| Zazà, een concertzangeres                                                 | sopraan       | Rosina Storchio                                                                      |
| Milio Dufresne, een rijke Parijzenaar                                     | tenor         | Edoardo Garbin                                                                       |
| Cascart, een concertzanger                                                | bariton       | Mario Sammarco                                                                       |
| Anaide, Zazà's moeder                                                     | mezzosopraan  | Clorinda Pini-Corsi                                                                  |
| Buzzy, een journalist                                                     | bariton       |                                                                                      |
| Natalia, Zazà's dienstmeisje                                              | mezzo-sopraan |                                                                                      |
| Signora Dufresne, Milo's vrouw                                            | alt           |                                                                                      |
| Koor: acteurs, zangers, dansers, toneelmedewerkers, brandweermannen, enz. |               |                                                                                      |

## Inhoud

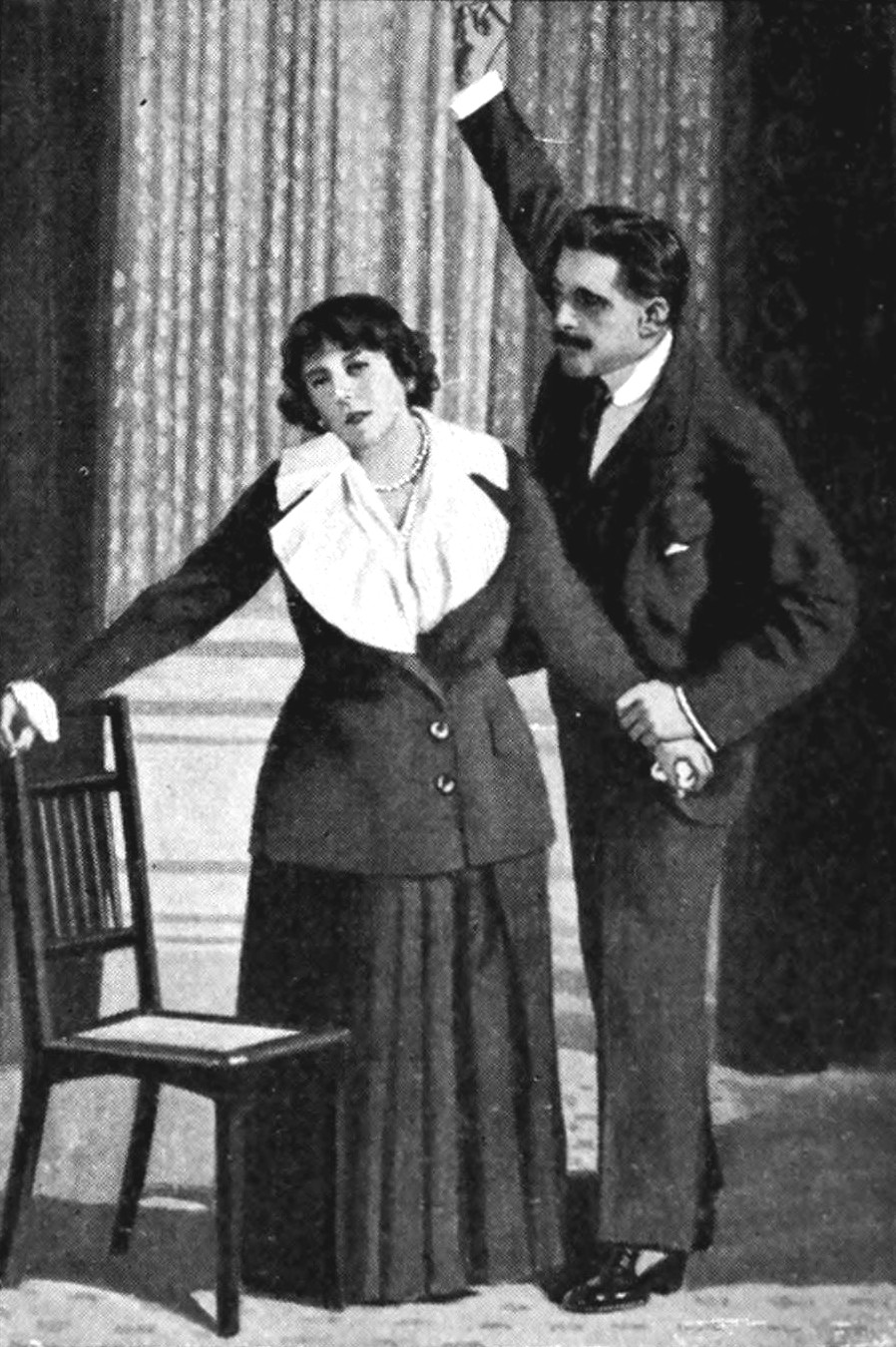
Zazà en Dufresne

Als het doek opgaat zien we een afgescheiden stuk van een concertcafé. Aan één kant is er Zazà's kleedkamer, en aan de ander kant een deel van een toneel, waarvoor een deel van het publiek rond tafeltjes zit.
Bijna alle personages worden in de eerste akte geïntroduceerd. Zazà's rivale, Floriana, zingt een vrolijke aria en krijgt veel applaus; twee clowns voeren een act op; Malardot, de uitbater onderhandelt met Lartigon, de cabaretier, over iets levendigs en berispt de obers omdat er niet genoeg schuim op het bier zit, zodat vier glazen door kunnen gaan voor vijf. Cascart, een zanger, beschouwt Zazà als zijn speciale bezit, en bezoekt haar in haar kleedkamer om haar te vertellen over zijn nieuwe engagement in Marseille en hij probeert haar te overreden mee te gaan. Zazà's dronken moeder, Anaide, die altijd om geld bedelt om aan haar zwakheid mee te bekostigen, komt binnen met de gebruikelijke boodschap en krijgt het weer voor elkaar. Zazà kletst ook met Bussy, de journalist, haar "ontdekker". Ze hebben het over Milio Dufresne, zijn vriend, en het is duidelijk dat Zazà geïnteresseerd is. Uitgedaagd door Bussy verklaart ze dat ze Dufresne aan haar voeten zal krijgen. Bussy zegt dat ze zichzelf overschat. Floriana en Zazà, op wie alle vrouwen jaloers zijn, kibbelen met elkaar, terwijl Dufresne vanaf de achtergrond toekijkt.
Later lokt Zazà hem naar haar kleedkamer en gooit al haar charmes in de strijd. In het begin is hij koel en op z'n hoede, maar uiteindelijk geeft hij zich over.
De tweede akte speelt zich af in de salon van Zazà's huis. Dufresne is, zoals gebruikelijk aanwezig. Deze keer vertelt hij haar dat hij haar voor een paar maanden moet verlaten omdat hij naar Amerika moet. Ze maakt hier een kinderachtige ophef over, en smeekt dan zo meelijwekkend dat hij zijn reis uitstelt. Hij zegt wel dat hij onmiddellijk voor zaken naar Parijs moet, en gaat weg. Zazà kijkt hem door het raam na en huilt van vreugde als zich nog een keer omdraait voor een laatste glimlach.
Haar moeder komt binnen, maar Zazà is niet in de stemming voor roddelsd en vlucht weg. Als ze terugkomt is Cascart aanwezig.
Hij praat over zijn engagement in Marseille, maar Zazà is onverschillig. Dan probeert hij haar te waarschuwen voor haar huidige liefdesaffaire, aangezien er niets goeds van kan komen. Hij verwijst naar zijn eigen voorbije liefde, maar ze zegt dat dat Dufresne's liefde fijner is als die van andere mannen. Maar hij suggereert dat Dufresne mogelijk andere banden heeft en dat hij hem gezien heeft met een vrouw in Parijs. Alle jaloezie waartoe Zazà in staat is, is gewekt. Haar moeder steunt Cascart in zijn advies hem op te geven. Zazà besluit echter hem naar Parijs te volgen.
In de derde akte bevindt men zich in een elegant appartement in het huis van Dufresne. Dufresne zit aan zijn bureau papieren te sorteren, en gaat dan weg met signora Dufresne. Zazà komt samen met haar dienstmeisje binnen. Dufresne's huisknecht, die van de beste sigaren van zijn meester geniet, is in de veronderstelling dat ze verwacht wordt en trekt zich terug. Zazà hoopt dat Cascart het mis had, maar ze vindt een brief op het bureau die geadresseerd is aan signora Dufresne. Er komt een kind binnen dat op zoek is naar een stuk muziek, en aangemoedigd door Zazà babbelt ze over haar vader en moeder. Dan komt de echtgenote zelf binnen en staart verbaasd naar de indringster. Zazà mompelt dat ze verkeerd is en gaat weg.
De vierde akte speelt weer in Zazà's huis. Malardot berispt haar over de onzekerheid die ze ten toon spreidt met betrekking tot haar engagementen, en met een onverschilligheid belooft ze te zingen. De loyale Cascart, die het Parijse avontuur vernomen heeft, smeekt haar opnieuw haar minnaar op te geven. Ze lacht bij het idee en Cascart herinnert haar er streng aan dat het nu een kwestie van plicht is. Hij gaat weg en Dufresne wordt aangekondigd. Hij begroet Zazà op de gebruikelijke manier. Zij laat hem weten dat ze op de hoogte is van zijn huwelijk, maar dat ze hem zijn misleiding vergeeft, en spreekt roerend over haar liefde en haar geloof dat ze voor elkaar bestemd zijn. Hij antwoordt met veel warmte, maar een toevallige expressie wekt haar verdacht dat hij geenszins onverschillig is voor zijn vrouw. Daarop verklaart ze dat ze signora Dufresne alles verteld heeft. In een woedeaanval gooit hij haar op de grond en verwijt haar dat hij door haar de liefde van een reine vrouw deed vergeten, alleen om haar onwaardige zelfzucht.  Zazà geeft huilend toe dat dat zo is, en stuurt hem weg, maar niet voordat ze hem verzekerd heeft dat signora Dufresne van niets weet. Als hij weg is rent ze naar het raam en probeert hem terug te roepen, maar hij draait zich niet om, en ze zakt, bitter wenend, bij het raam in elkaar.